# 大华超级市场
大华超级市场（英語：99 Ranch Market - TAWA SUPERMARKET INC），常称“99大华”，是美国的连锁超级市场之一，总部在加利福尼亚州的普安那公园市。大华超级市场有很多的亚裔美国食品。創始人為出生於臺灣臺中的台灣裔美籍台商陳河源（Roger H. Chen）。1984年，大华超级市场於（加利福尼亚州威斯敏斯特小西贡）开业。目前在加州、内华达州、紐澤西州、德克薩斯州、华盛顿州、奧勒岡州、馬里蘭州 、維吉尼亞州 、麻塞諸塞州、亞利桑那州共计有超過50间分店。

## 歷史

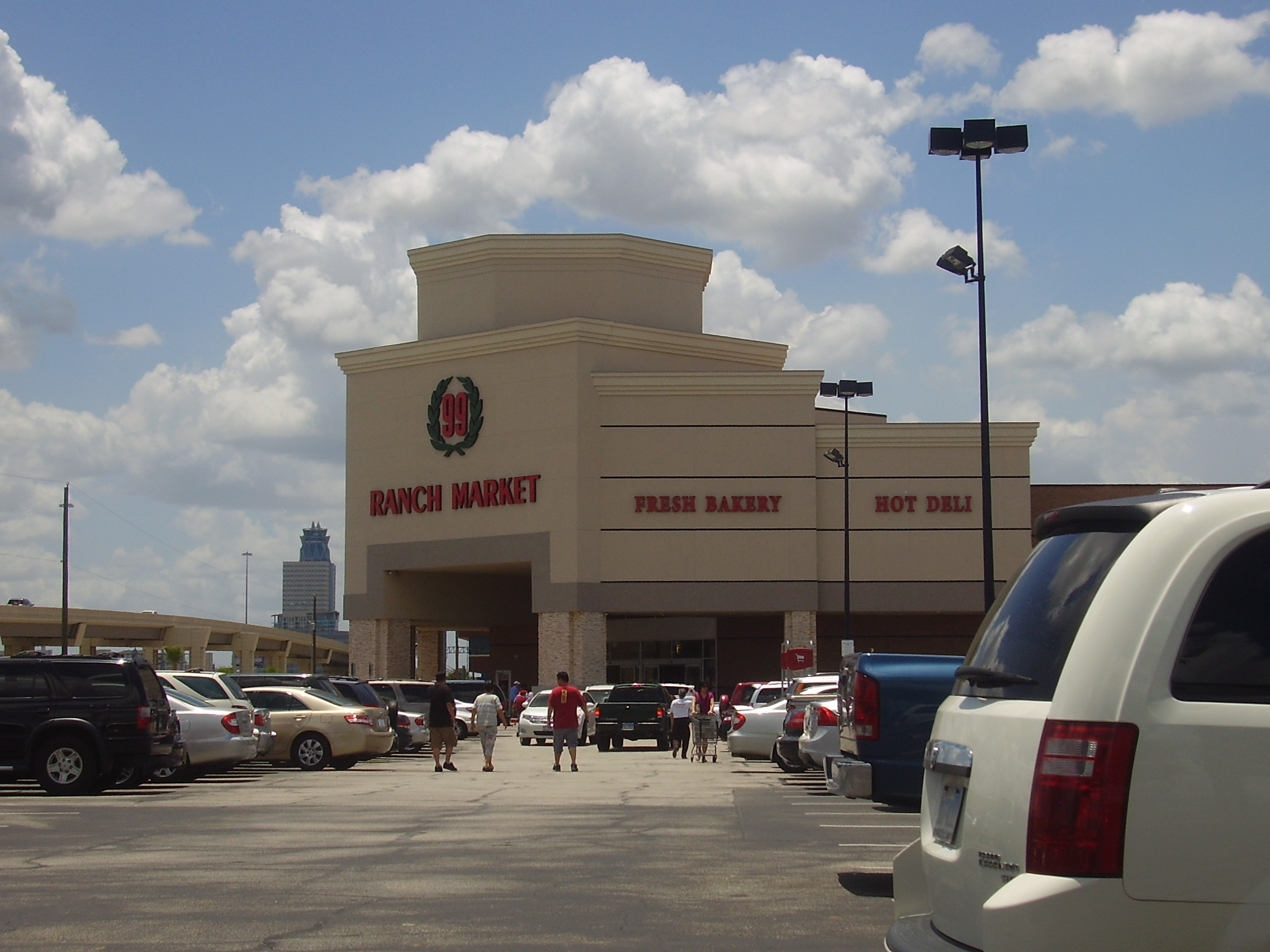
大华超级市场 - 休斯敦Spring Branch

美籍臺灣裔商人陳河源，於1984年在加州洛杉磯周邊的威斯敏斯特一處越南裔美國人商圈開業（現已停業）。草創之初，其英文取名為99 Price Market，後更名為99 Ranch Market。
1998年，大華超市在西雅圖地區開設第一家加州以外的直營店。在此之前，所有加州以外的大華超市，皆以加盟連鎖之模式經營。2008年起，大華超市開始在德州地區展店，現已在休士頓、達拉斯和奧斯汀开设直營店。

## 經營型態
不同於美國許多小規模華人超市，大華超市以美式本土超級市場為設計目標。除小型店面僅提供超市雜貨服務之外，部分分店設有華美銀行的據點，以服務華裔客戶；許多分店設有熱食部，提供廣式、台式、或川式餐飲，另有小菜及傳統麵食可外帶加熱享用。麵包房供應現烤麵包及西點，不同於美國當地的榚點產品，迎合華人口味。如店面空間有餘，會外租給亞裔性質餐廳或商家，以便利顧客。